# Stella Sommerfeld
Stella Sommerfeld (* 11. März 1994 in München) ist eine deutsche Synchronsprecherin. Bekannt ist sie vor allem als deutsche Stimme von Saoirse Ronan.

## Synchronrollen (Auswahl)
Saoirse Ronan
- 2007: Abbitte als Briony Tallis (13 Jahre)
- 2008: City of Ember – Flucht aus der Dunkelheit als Lina Mayfleet
- 2009: In meinem Himmel als Susie Salmon (Teenager)
- 2011: Wer ist Hanna? als Hanna
- 2011: Violet & Daisy als Daisy
- 2012: Byzantium als Eleanor Webb
- 2013: Seelen als Melanie Stryder / Wanda
- 2014: Muppets Most Wanted als Saoirse Ronan
- 2014: Grand Budapest Hotel als Agatha
- 2014: Lost River als Rat
- 2021: The French Dispatch als Showgirl

### Filme
- 2010: Jodelle Ferland in Eclipse – Bis(s) zum Abendrot als Bree Tanner
- 2014: Polly Dartford in Effie Gray als Sophie Gray
- 2014: Bailey Spry in It Follows als Annie
- 2015: Molly Gordon in Alle Jahre wieder – Weihnachten mit den Coopers als Lauren Hesselberg
- 2015: Tugba Sunguroglu in Mustang als Selma
- 2015: Allie MacDonald in Trigger Point als Ashley Robinson
- 2016: Stefanie Scott in Hacked – Kein Leben ist sicher als Kaitlyn Regan
- 2016: Elle Fanning in The Neon Demon als Jesse
- 2018: Elli Rhiannon Müller Osbourne in Utøya 22. Juli als Emilie
- 2019: Karen Quintero in Monos – Zwischen Himmel und Hölle als Leidi / Lady
- 2020: Sophia Lillis in Gretel & Hänsel als Gretel

### Serien
- 2011: Angeline Appel in Shameless als Brina
- 2012: Armande Boulanger in The Returned als Audrey Sabatini
- 2016: VyVy Nguyen in Happyish als Roxanne
- 2017–2020: Taylor Louderman in Sunny Day als Blair
- 2019: Mathilde Holtedahl Cuhra in TWIN als Karin Williksen
- 2020–2021: Momona Tamada in Der Babysitter-Club als Claudia Kishi